# Savigny-en-Terre-Plaine
Savigny-en-Terre-Plaine är en kommun i departementet Yonne i regionen Bourgogne-Franche-Comté i norra Frankrike. Kommunen ligger i kantonen Guillon som tillhör arrondissementet Avallon. År 2022 hade Savigny-en-Terre-Plaine 139 invånare.

## Befolkningsutveckling
Antalet invånare i kommunen Savigny-en-Terre-Plaine
| Referens: INSEE |